# Antoine Dansaert
Antoine Charles Jacques Dansaert (Brussel, 22 november 1818 - 22 augustus 1890) was een Belgisch volksvertegenwoordiger.

## Levensloop
Dansaert was een zoon van de kapitein en eigenaar van handelsschepen Ferdinand Dansaert, en van Elisabeth Hoorickx. Hij was getrouwd met Alexandrine Jahn.
Antoine Dansaert was in de eerste plaats bankier. Zo was hij:
- lid en voorzitter van de Toezichtsraad van de Kassen voor Amortisatie en voor Deposito's en Consignatie,
- voorzitter van de Union du Crédit, Brussel,
- lid van het discontokantoor van de Nationale Bank in Brussel.

Verder was hij:
- voorzitter van de handelsrechtbank van Brussel,
- lid van de Kamer van Koophandel van Brussel,
- stichtend voorzitter van de Union syndicale de Bruxelles,
- ondervoorzitter van het Belgisch comité voor de Wereldtentoonstelling in Parijs (1878),
- voorzitter van het Internationaal Congres voor handel en industrie (1880),
- lid van de algemene raad van de Société philanthropique de Bruxelles,
- lid van de onderzoekscommissie naar de toestand van de tewerkstelling in de industrie (1886),
- consul-generaal van Paraguay in Brussel.

Dansaert werd in 1864 ingewijd in de vrijmetselaarsloge Les Vrais Amis de l'Union et du Progrès Réunis. Hij maakte deel uit van de politieke en sociale commissie van deze loge. Hij werd 31ste graad binnen de Operraad van België.
Dansaert werd verkozen tot liberaal volksvertegenwoordiger voor het arrondissement Brussel in 1870 en vervulde dit mandaat tot in 1884.
Brussel heeft een Antoine Dansaertstraat die aan hem herinnert.